# National Review
National Review (NR) este o revistă bilunară americană de aripa dreaptă care s-a concentrat pe știri și pe comentarii politice, sociale, culturale și de afaceri. Revista a fost fondată de către publicistul William F. Buckley Jr. în 1955. Ea este redactată în prezent de Rich Lowry.
De la fondarea sa, revista a jucat un rol semnificativ în dezvoltarea conservatorismului în Statele Unite ale Americii, contribuind la definirea limitelor sale și promovând unificarea conservatorismului cu libertarianismului în timp ce s-a impus ca voce puternică a dreptei americane.
Versiunea on-line, National Review Online, este editată de Charles C. W. Cooke și permite acces gratuit la articole separate din ediția tipărită.

## Istoric

### Context
Înainte de înființarea  National Review în 1955, unii conservatori credeau că dreapta americană era în mare măsură un grup neorganizat de oameni care împărtășeau opinii conservatoare comune, dar nu aveau șansa unei voci publice unite. De asemenea, ei au vrut să marginalizeze atitudinea antirăzboinică și neintervenționistă a Vechii Drepte.
În 1953 republicanul moderat Dwight D. Eisenhower era președinte și de numeroase reviste precum Saturday Evening Post, Time și Reader's Digest erau puternic conservatoare și anticomuniste, așa cum erau mai multe ziare, inclusiv Chicago Tribune și St. Louis Globe-Democrat. Câteva reviste conservatoare cu un tiraj mai redus precum Human Events și The Freeman, au precedat National Review în promovarea conservatorismului Războiului Rece în anii 1950.

### Primii ani
În 1953, Russell Kirk a publicat The Conservative Mind, care a încercat să urmărească traseul gândirii politice de la Edmund Burke către Vechea Dreaptă de la începutul anilor 1950. Această revistă a contestat ideea populară că nu a existat o tradiție conservatoare coerentă în Statele Unite ale Americii.

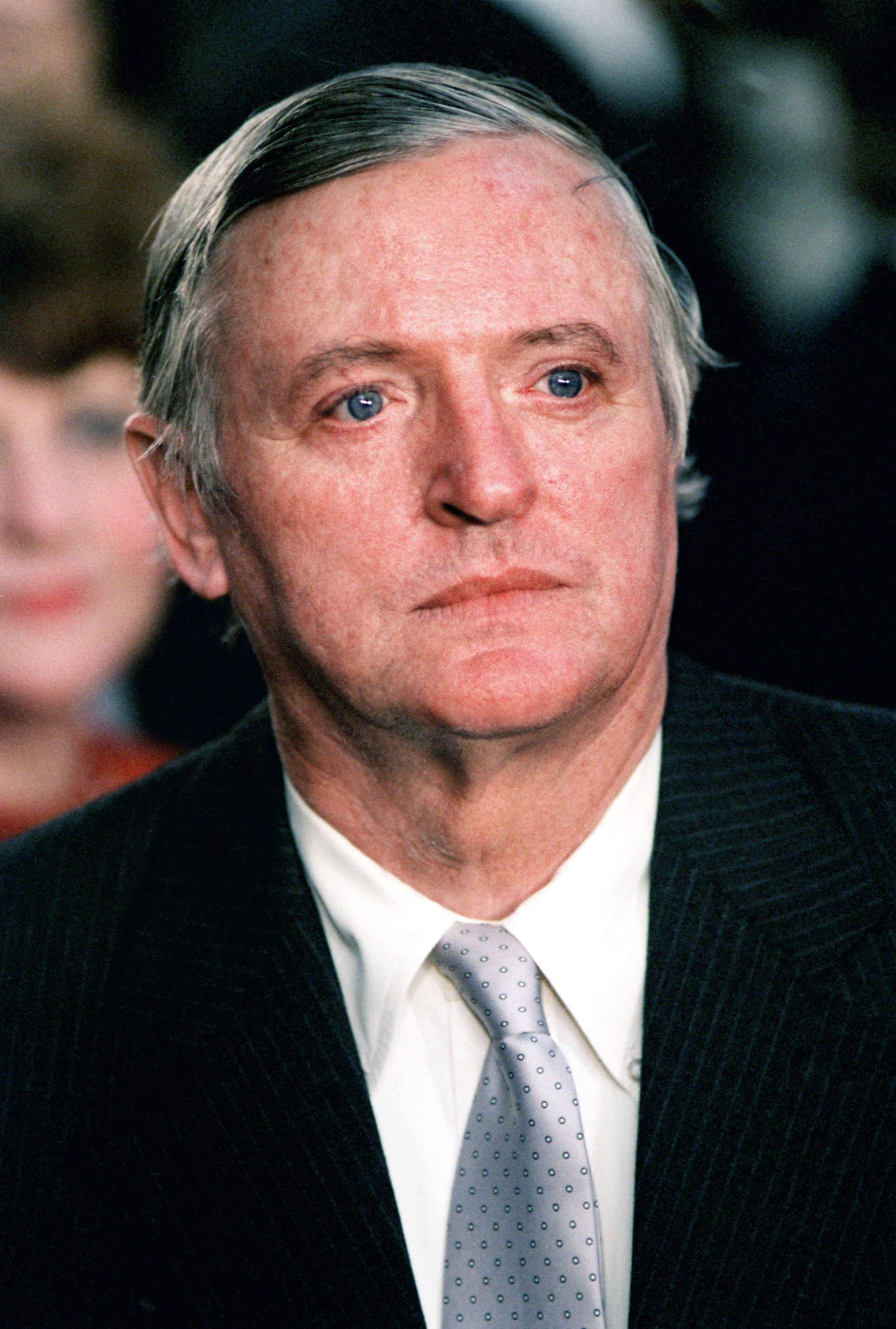
William F. Buckley Jr., fondatorul National Review (fotografie din 1985)

## Opinii politice
Revista a fost descrisă ca „Biblia conservatorismului american”.

## Redactori și colaboratori

### Colaboratori notabili din trecut
- Renata Adler
- Steve Allen
- Wick Allison
- W. H. Auden
- Edward C. Banfield
- Jacques Barzun
- Peter L. Berger
- Allan Bloom
- George Borjas
- Robert Bork
- L. Brent Bozell, Jr.
- Peter Brimelow
- Pat Buchanan
- Jed Babbin
- Myrna Blyth
- Christopher Buckley
- William F. Buckley Jr., fondator
- James Burnham
- John R. Chamberlain
- Whittaker Chambers
- Shannen W. Coffin
- Robert Conquest
- Richard Corliss
- Robert Costa
- Ann Coulter
- Arlene Croce
- Guy Davenport
- John Derbyshire
- Joan Didion
- John Dos Passos
- Rod Dreher
- Dinesh D'Souza
- John Gregory Dunne
- Max Eastman
- Thomas Fleming
- Samuel T. Francis
- Milton Friedman
- David Frum
- Francis Fukuyama
- Eugene Genovese
- Paul Gigot
- Nathan Glazer
- Stuart Goldman
- Paul Gottfried
- Mark M. Goldblatt
- Michael Graham
- Ethan Gutmann
- Ernest van den Haag
- Jeffrey Hart
- Henry Hazlitt
- Will Herberg
- Christopher Hitchens
- Harry V. Jaffa
- Arthur Jensen
- John Keegan
- Willmoore Kendall
- Hugh Kenner
- Florence King
- Phil Kerpen
- Russell Kirk
- Irving Kristol
- Dave Kopel
- Erik von Kuehnelt-Leddihn
- Michael Ledeen
- Fritz Leiber
- John Leonard
- Mark Levin
- John Lukacs
- Arnold Lunn
- Richard Lynn
- Alasdair MacIntyre
- Harvey C. Mansfield
- Malachi Martin
- Frank Meyer
- Scott McConnell
- Forrest McDonald
- Ludwig von Mises
- Alice-Leone Moats
- Raymond Moley
- Thomas Molnar
- Charles Murray
- Richard Neuhaus
- Robert Nisbet
- Robert Novak
- Michael Oakeshott
- Kate O'Beirne
- Conor Cruise O'Brien
- Revilo P. Oliver
- Thomas Pangle
- Isabel Paterson
- Ezra Pound
- Paul Craig Roberts
- Claudia Rossett
- Murray Rothbard
- William A. Rusher, redactor în 1957–1988
- J. Philippe Rushton
- Steve Sailer
- Pat Sajak
- Catherine Seipp
- Daniel Seligman
- John Simon
- Joseph Sobran
- Thomas Sowell
- Whit Stillman
- Theodore Sturgeon
- Mark Steyn
- Thomas Szasz
- Allen Tate
- Jared Taylor
- Terry Teachout
- Taki Theodoracopulos
- Ralph de Toledano
- Auberon Waugh
- Evelyn Waugh
- Richard M. Weaver
- Robert Weissberg
- Frederick Wilhelmsen
- Garry Wills
- James Q. Wilson
- Tom Wolfe
- Byron York
- R. V. Young